# ブベル
ブベル（マリ語: Вувер、発音: [βuβe•r]）は、ウラル語族系民族マリ人の伝承（マリ神話）に登場する魔女または悪霊。
チュヴァシ人の伝承（チュヴァシ神話）に登場するヴプル（チュヴァシ語: Вупӑр）などとの関連性が指摘されている。ウピオル、ウプィリ、ウブルも参照のこと。
天王星の衛星ウンブリエルのクレーターブヴェルの名は、このブベルに由来する。
マリ語は、近隣のモルドヴィン諸語とともにヴォルガ・フィン諸語としてまとめられることがあり、また少し離れたフィンランド語などとともにフィン・ウゴル語派に分類される。そして、マリ神話は、モルドヴィン神話や、フィンランド神話、その他フィン・ウゴル語派に属する諸言語の神話（コミ神話、ウドムルト神話、ハンティ・マンシ神話、エストニア神話、リヴォニア神話、ヴェプス神話、ハンガリー神話、サーミ神話など）とともに、フィン・ウゴル神話を成すという仮説がある。またフィン・ウゴル語派はサモエード語派とともにウラル語族に分類されるが、サモエード神話（ネネツ神話、セリクプ神話などを含む）はフィン・ウゴル神話に近いとされる。